# Show Me the Way (сингл Elis)
Show Me the Way (рус. Покажи мне путь) — макси-сингл лихтенштейнской готик-метал-группы Elis. Сингл вышел на австрийском лейбле Napalm Records 2 ноября 2007 года в Европе и 7 ноября в США. Сингл является продолжением концептуального альбома Griefshire и содержит три песни записанные ещё в 2006 году для альбома, когда вокалисткой группы была Сабина Дюнзер. Также макси-сингл включает две версии песни «Show Me the Way», записанные с Сандрой Шлерет.

## Список композиций
Все тексты написаны Сабиной Дюнзер, кроме «In Einem Verlassenen Zimmer», текст которой был заимствован из стихов Георга Тракля, вся музыка написана Elis.
| №  | Название                                        | Длительность |
| -- | ----------------------------------------------- | ------------ |
| 1. | «Show Me The Way» (new single version)          | 3:36         |
| 2. | «Salvation» (non-album track)                   | 4:23         |
| 3. | «These Days Are Gone» (non-album track)         | 4:23         |
| 4. | «In Einem Verlassenen Zimmer» (non-album track) | 4:19         |
| 5. | «Show Me The Way» (non-album track)             | 4:04         |

## Участники записи
- Sandra Schleret — вокал (треки 1 и 5)
- Sabine Dünser — вокал (треки 2, 3 и 4)
- Christian «Chris» Gruber — гитара
- Pete Streit — гитара
- Tom Saxer — бас-гитара, гроулинг
- Maximilian «Max» Naescher — ударные, перкуссия
- Esther Marty — арфа в «In Einem Verlassenen Zimmer»